# Knut Holmann
Knut Holmann (född 31 juli 1968) är en norsk kanotist och en av Norges mest framgångsrika olympier genom tiderna. Han paddlade för Oslo Kajakklubb.
Knut Holmann var med i den absoluta världstoppen under hela 1990-talet med höjdpunkten i sommar-OS i Sydney år 2000 med guld i K1 på både 500 och 1000 meter.
Han fick Fearnleys olympiske ærespris för sitt guld i OS 1996.
Han vann Det största äventyret 2017.

## Internationella titlar
- 1990 - Världsmästare 1000 m (Poznań, Polen)
- 1991 - Världsmästare 1000 m (Paris, Frankrike)
- 1993 - Världsmästare 1000 m (Köpenhamn, Danmark)
- 1995 - Världsmästare 1000 m (Duisburg, Tyskland)
- 1996 - Olympisk mästare 1000 m (Atlanta, USA)
- 2000 - Olympisk mästare 500 m och 1000 m (Sydney, Australien)